# شاهین بیگ

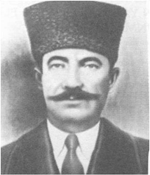
شاهین بی

محمد سعید (‎۱۲۵۵، غازیانتپ، ولایت حلب – ‎۸ اردیبهشت ۱۲۹۹)، معروف به شاهین بیگ یا شاهان بیگ در گویش محلی ترکی، فرمانده انقلابیون ترک بود که در شهر غازیانتپ در جریان جنگ استقلال ترکیه مستقر بود.

## اوایل زندگی و خانواده
چنین گفته می‌شود که محمد سعید در محله بوستانجی شهر غازیانتپ در خانواده‌ای ترک تبار به دنیا آمده‌است. برخی نیز بر این عقیده هستند که او در واقع در روستای زلیف (در ناحیه الباب امروزی در شمال غربی سوریه) به دنیا آمده و از قبیله ترکمن البگلی بوده‌است.

## رهبر محلی انقلاب
سال ‎۱۲۹۷شمسی سال مهمی برای انقلاب ترکیه علیه متفقین متجاوز بود. مصطفی کمال آتاترک در آناتولی انقلاب را آغاز کرد و فرانسوی‌ها به سرزمین تحت کنترل شاهین بیگ حمله می‌کردند. شاهین بیگ تصمیم گرفت به جریان انقلاب بپیوندد و رهبر انقلابیون محلی شد.
او امیدوار بود همان‌طور که همرزمانش در نبرد مرعش ارتش فرانسه را شکست داده بودند شکست دهد. برای این منظور، او به نیروهای چارلز ژوزف ادوارد آندریا، یک گروه سر نیزه از ارتش عملیاتی، که کیلیس را به مقصد عینتاب در صبح روز ۲۶ مارس ۱۹۲۰ ترک کرده بودند، حمله کرد. نبرد با پیشروی طرف ترک آغاز شد، اما با ورود قوای اصلی ارتش فرانسوی به میدان نبرد به شکست تبدیل شد. شاهین بیگ با این وجود با نیروهای پیشروی آندریا جنگید و موفق شد آنها را روی پل اِلمالی متوقف کند. در ‎۸ فروردین در جنگی که روی پل المالی جان خود را از دست داد.
نام منطقه شاهین بیگ به یاد شاهین بیگ به دلیل تأثیر برجسته آن در دفاع از غازی عینتاب نامگذاری شد